# Taipei Assassins

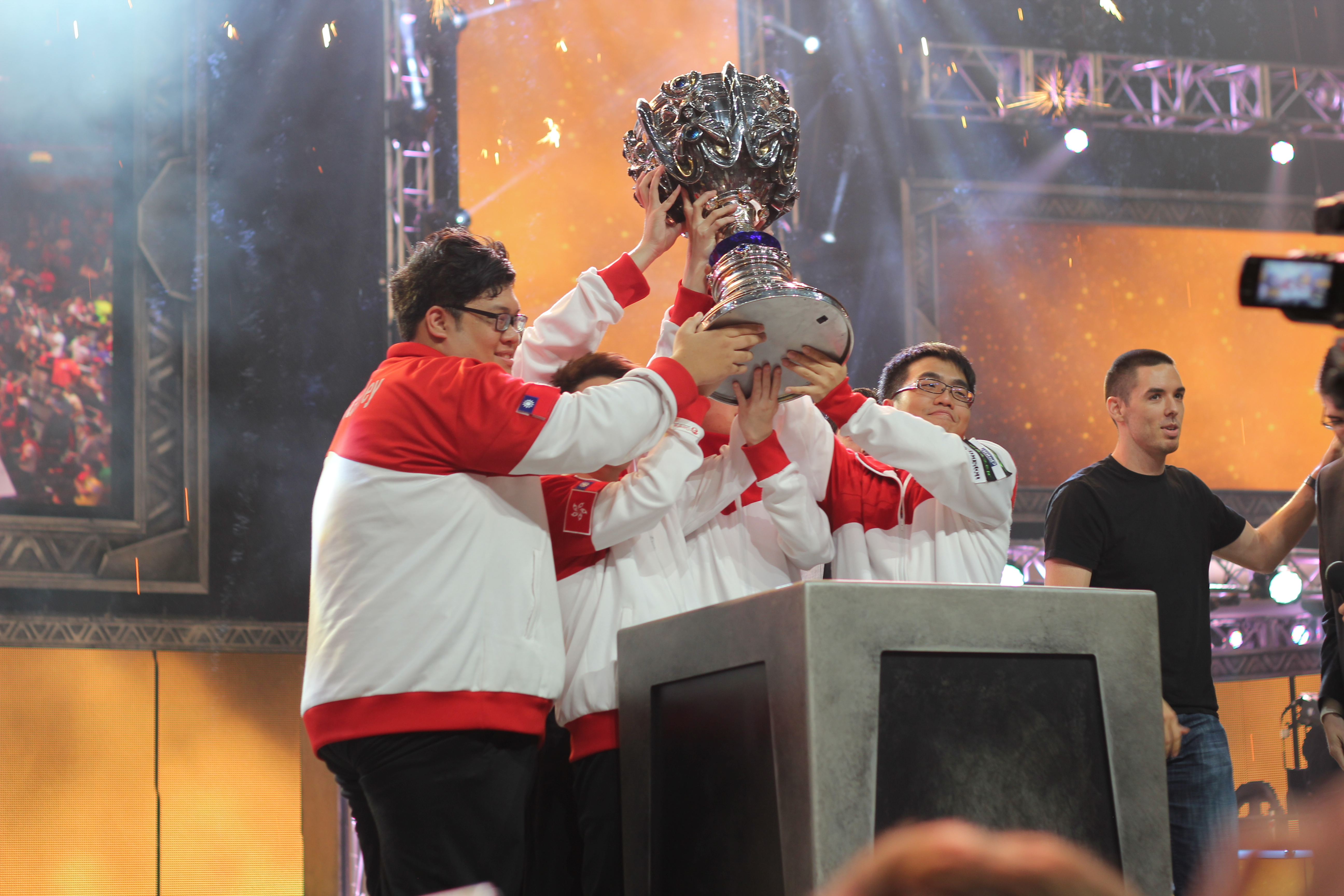
Tým Taipei Assassins zvedá vítěznou trofej na Mistrovství světa v roce 2012.

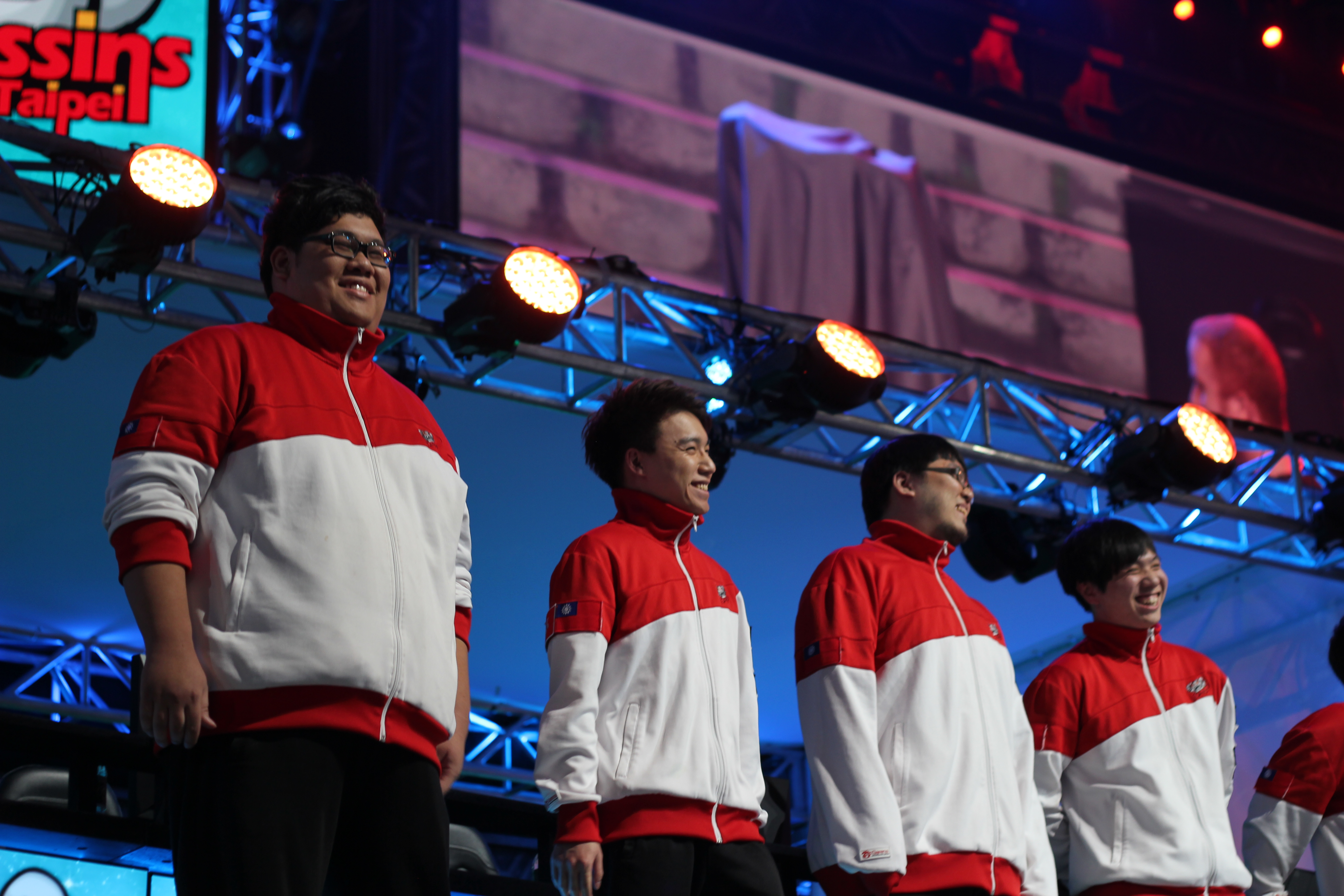
Hlavní hráči týmu TPA - v pořadí zleva doprava Stanley, Toyz, Lilballz, Bebe a MiSTakE.

Taipei Assasins (Tchajpejští zabijáci) byl profesionální progamingový tým esportu League of Legends, který se zapsal do historie svým vítězstvím na Mistrovství světa v League of Legends v roce 2012, kde ve finále porazili jihokorejský tým Azubu Frost a stal se druhým týmem v historii, který vyhrál šampionát Worlds.
Tým byl složen z tchajwanských středoškoláků a reprezentoval ligu IGN ProLeague pod správou organizace J Team. Jedná se zároveň o první tým v historii, který vlastnil trofej Summoner's Cup.

## Historie
Tým byl založen v roce 2011 pod jménem For The Win (FTW) hráči Chen Hui-Chung (MiSTakE) a Wang June-Tsan (Stanley) a zúčastnil se regionálního čínského turnaje Garena, na kterém vyhráli první místo a postup na mezinárodní šampionát World Cyber Gamers 2011. Na tomto turnaji tým vypadl ve skupinové fázi a midař Chang Chen-Yuan (A8000) tým opustil. 
Patnáctého července v roce 2012 byl tým znovu sestaven, tentokrát v jiné soupisce. Tým se účastnil turnaje IGN Taiwanese Qualifiers, který vyhrál bez jediné porážky, čímž se kvalifikoval na Mistrovství světa v League of Legends v roce 2012 v Los Angeles. Na turnaji získal tým divokou kartu, čímž mu bylo umožněno přeskočit skupinovou fázi a dostat se rovnou do čtvrtfinále. V něm porazil jihokorejské reprezentanty NaJin Black Sword a v semifinále poté druhou divokou kartu šampionátu – ruské reprezentanty Moscow5. Ve finále na ně čekal další jihokorejský tým – Azubu Frost, považovaný za nejsilnější tým daného šampionátu. Série trvala čtyři zápasy, ve kterých nakonec Taipei Assassins zvítězili se skóre 3:1. Od společnosti Riot Games získali medaile, finanční odměnu ve výši 1 000 000 dolarů a skiny na šampiony, které hráli v průběhu turnaje.
Ve třetí sezóně League of Legends se tým znovu zúčastnil regionálního turnaje, na kterém však kvůli špatným výsledkům skončil ve skupinové fázi. Správci organizace propustili toplanera týmu – Wang June-Tsan (Stanley) a nedlouho poté tým opustil také hongkongský midlaner Lau Wai Kin (Toyz). Tým byl přejmenován na J Team a přesunut do Pacifické ligy pro League of Legends (PCS).
| Pozice  | Přezdívka hráče | Jméno hráče    | Skin          | Následující tým   |
| ------- | --------------- | -------------- | ------------- | ----------------- |
| TOPlane | Stanley         | Wang June-Tsan | TPA Shen      | HK Attitude Mage  |
| Jungle  | Lilballz        | Sung Kuan-Po   | TPA Dr. Mundo | Oracle Esport     |
| MIDlane | Toyz            | Lau Wai Kin    | TPA Orianna   | Fnatic            |
| ADC     | bebe            | Chang Bo-Wei   | TPA Ezreal    | J Team            |
| Support | MiSTakE         | Chen Hui-Chung | TPA Nunu      | AHQ e-sports club |